# Europa FC
Europa FC ist ein Amateur-Fußballverein aus Gibraltar. Er spielt in der Gibraltar Eurobet Division, der höchsten Spielklasse Gibraltars.

## Geschichte
Der Verein wurde im Zeitraum der 1930er Jahre diverse Male gibraltarischer Meister und Pokalsieger.
Nachdem 2013 der Aufstieg in die höchste Spielklasse Gibraltars, der Gibraltar Eurobet Division, gelang, erreichte man in dieser den vierten Platz und qualifizierte sich durch das Erreichen des Pokalfinales für die 1. Qualifikationsrunde der UEFA Europa League 2014/15, wo man nach zwei Niederlagen gegen den FC Vaduz ausschied. Auch 2022 schied man in der 1. Qualifikationsrunde der UEFA Europa Conference League 2022/23 gegen Víkingur Gøta aus.

## Namensänderungen
- 1925 – College Cosmos FC
- 2010 – College Pegasus FC
- 2012 – College Europa FC
- 2015 – Europa FC

## Statistik
| Saison  | Level | Platz | Beleg  | Anmerkung     |
| ------- | ----- | ----- | ------ | ------------- |
| 2013/14 | I     | 4.    | [ 1 ]  |               |
| 2014/15 | I     | 2.    | [ 2 ]  |               |
| 2015/16 | I     | 2.    | [ 3 ]  |               |
| 2016/17 | I     | 1.    | [ 4 ]  |               |
| 2017/18 | I     | 2.    | [ 5 ]  |               |
| 2018/19 | I     | 2.    | [ 6 ]  |               |
|         |       |       |        |               |
| 2019/20 | I     | P.    | [ 7 ]  | Saisonabbruch |
| 2020/21 | I     | 2.    | [ 8 ]  |               |
| 2021/22 | 1.    | 2.    | [ 9 ]  |               |
| 2022/23 | 1.    | 2.    | [ 10 ] |               |
| 2023/24 | 1.    | 8.    | [ 11 ] |               |

## Erfolge
seit Neugründung:
- Gibraltarischer Meister (1): 2017
- Gibraltarischer Pokalsieger (3): 2017, 2018, 2019
- Gibraltarischer Pokalfinalist: 2014
- Meister der Gibraltar Division 2: 2013

vor Neugründung:
- Gibraltarischer Meister (6): 1929, 1930, 1932, 1933, 1938, 1952
- Gibraltarischer Pokalsieger (5): 1938, 1946, 1950, 1951, 1952